# السابقون (منظمة)
السابقون (بالإنجليزية: As-Sabiqun)‏ ، هي منظمة إسلامية أنشأها مسلمون أمريكيون في الولايات المتحدة ، مقرها الرئيسي في مدينة أوكلاند بولاية كاليفورنيا ، ولها فروع في 4 مدن وهي ساكرامنتو وسان دييغو وفيلادلفيا ولوس أنجلوس.

## أشهر النشاطات الفكرية
أيدت منظمة السابقون الأمريكية ما فعلت حركة المقاومة الإسلامية - حماس لضرب المستوطنات الإسرائيلية. وكذلك حزب الله والمقاومة الفلسطينية وتصريحات الرئيس الإيراني محمود أحمدي نجاد الداعية لزوال إسرائيل عن الوجود. (see below).